# Hardangerjøklen
Hardangerjøkulen er den sjettestørste isbræ på Norges fastland og ligger i Eidfjord og Ulvik kommuner i  Vestland fylke. Arealet er på 73 km². Det højeste punkt på bræen er 1861 moh. som er det højeste punkt i det tidligere  Hordaland fylke.